# Accordo sulle misure sanitarie e fitosanitarie
L'accordo sulle misure sanitarie e fitosanitarie (in inglese Sanitary and phytosanitary measures) fu un accordo internazionale sottoscritto nell'ambito dell'Uruguay round (1986-1994), volto a regolare gli strumenti per la difesa della vita e della salute dell'uomo delle piante e degli animali.

## Scopi
In base all'Accordo sulle misure sanitarie e fitosanitarie tali misure devono essere necessariamente definite sulla base di standard riconosciuti a livello internazionale quali il Codex alimentarius per i prodotti alimentari o l'Ufficio internazionale di epizootica per i prodotti zootecnici. In base a questo accordo, sono ammessi standard più restrittivi solo se giustificati da un'adeguata base scientifica per limitare la possibilità che venga utilizzata una definizione strumentale degli standard per proteggere i produttori nazionali.
L'accordo si occupò anche delle nuove scoperte scientifiche dell'epoca, andando a normare anche gli organismi geneticamente modificati.
È tuttora conosciuto come il più importante accordo internazionale riguardante l'agricoltura.